# Filippo Collura
Filippo Collura (Gela, 2 gennaio 1944 – Gela, 25 gennaio 2025) è stato un politico italiano, per due mandati presidente della Provincia di Caltanissetta.

## Biografia
Esponente del PPI, alle elezioni del 1998 venne eletto presidente della Provincia di Caltanissetta in rappresentanza di una coalizione di centrosinistra, vincendo il ballottaggio con il 62,3% dei consensi.
Nel 2002 confluì nella Margherita. Fu poi rieletto Presidente della Provincia nel 2003 (al ballottaggio dell'8 giugno), raccogliendo il 57,5% dei voti. In Consiglio provinciale fu sostenuto da una maggioranza costituita da Margherita, DS, UDEUR, SDI, PRC e PdCI. Terminò il mandato nel 2008, quando nel frattempo aveva aderito al neonato PD.